# Юнусалиев, Болот Мураталиевич
Боло́т Муратали́евич Юну́салиев (6 сентября 1913 или 1913, Пишпекский уезд, Семиреченская область — 18 февраля 1970, Фрунзе) — советский филолог, специалист по истории, диалектологии и литературной письменности киргизского языка, доктор филологических наук, профессор, академик Академии наук Киргизской ССР, Заслуженный деятель науки Киргизской ССР, лауреат премии им. К. Тыныстанова (посмертно).

## Биография
Болот Мураталиевич Юнусалиев родился в 1913 году в селе Уч-Урук аила Кичи-Кемин (ныне — в Кеминском районе Чуйской области). Окончил рабфак, Московский педагогический институт, Высшие 3-годичные курсы переводчиков при ЦК ВКП(б), Высшую партийную школу. Работал учителем, редактором киргизского издательства «Ведомости Верховного Совета», заместителем редактора газеты. Во время Великой Отечественной войны был журналистом фронтовых газет, заместителем ответственного редактора газеты «Красноармейская правда» на казахском языке (3-й Белорусский фронт). В 1946—51 гг. — министр просвещения Киргизской ССР. В 1954 году защитил докторскую диссертацию, избран академиком АН Киргизской ССР. В 1954—60 гг. — ректор Киргизского государственного университета, старший научный сотрудник сектора «Манас» при АН Киргизской ССР.
Специалист в области языкознания, истории кыргызского языка, диалектики и литературной письменности киргизского языка. Лингвист, тюрколог. Предисловие Б. М. Юнусалиева к эпосу «Манас», изданному в 1958 году, по мнению манасоведов, является одной из лучших литературоведческих статей, посвященных исследованию эпоса.

## Звания и награды
- Награждён орденами Красной Звезды (4.11.1944)[2] и Знак Почёта, медалями СССР.
- Заслуженный деятель науки Киргизской ССР (1963).
- Лауреат премии им. К. Тыныстанова (посмертно, 1996).

## Научные работы
Б. М. Юнусалиев является автором более 110 научных работ. Основные из них:
- Основные проблемы киргизского литературного языка. Фрунзе, 1954.
- Киргизская лексикология. Фрунзе, 1959.
- Диалектическая база литературного языка. Фрунзе, 1962.
- О состоянии исследованности киргизского языка. Фрунзе, 1970.
- Киргизская диалектология. Фрунзе, 1971.